# Agyagfalvi református templom
Az agyagfalvi református templom 12. -13. századi épület Agyagfalván. A romániai műemlékek jegyzékében a HR-II-m-A-12863.01 sorszámon szerepel.

## Története
Agyagfalva már a 13. században létezett, templomának pontos építési időpontja azonban nem ismert. Ami egészen bizonyos, hogy már a reformáció előtti időszakban is létezett, ugyanis 1506-ban a székely közgyűlés idején már volt keresztény gyülekezet és a gyülekezet számára templom is. A történészek a templom építésének idejét neogótikus építészeti stílusa alapján a 14.-15. századra datálják. Szőke Károly néhai agyagfalvi lelkész (1959-1991) is a 15. századra tette a templom építésének időpontját, azonban feltételezte, hogy már ezt a templomot megelőzően létezett egy másik létesítmény is, amely a 13.-14. században működhetett, erre utaltak a hajó falai. A mai templom formájának kialakítására hatással volt a szomszédos faluban Bögözön nem sokkal azelőtt befejezett, templom szentélye. Minden valószínűség szerint a már meglévő templom hajójához építették hozzá a szentélyt és alakították hozzá a meglévő hajót. A templom építése a 15. század végén azonban vagy megszakadt és csak a 16. század elején folytatódott, vagy sokáig elhúzódott. Erre utalt a templom legkésőbbi darabja a nyugati bejárat, amely határozottan a 16. század elejéről való, az 1505-1515 közötti időszakból.
Több elmélet vetődött fel a gyülekezet reformátussá válásával kapcsolatban is. Ami biztos, hogy a reformáció előtt az agyagfalvi keresztény gyülekezet beinkadrálódott a történelmi Magyarország vallás-beállítottságába, tehát a római-katolikus vallást gyakorolta.
Az egyik felvetés szerint - amely Kiss Károly egykori agyagfalvi református lelkipásztortól származott - már 1628-ban rendes református gyülekezet volt. Ezzel szemben későbbi levéltári kutatások még korábbra tették a reformáció elterjedését Agyagfalván. Az agyagfalvi gyülekezet 1597-ben lett reformátussá a másik variáció; az 1742-ben kezdett Agyagfalvi Protocollumban megtalálható utalás szerint: 1597-ben a templomi ülésrend tárgyában hoztak határozatot az egyes családokat megillető padok tekintetében.

## Leírása
A templom a falu központjában található, alacsony kőkerítéssel van körül véve, amelyre valószínűleg, kezdetben védői szerep hárult. A kerítés délnyugati felében a harangtorony áll, amely egyúttal képezi a templomkert fő bejáratát is. Az alacsony, cserépfedésű kőkerítés, amelynek stabilitását vaskos támpillérek fokozzák, még magába foglal egy második bejáratot is, amely szintén a templomkertbe vezet. Ez a bejárat a keleti oldalon található, valószínűleg később lett kialakítva. Az agyagfalvi templom egyik érdekessége, hogy a harangtorony külön van a hajótól. Ez a torony kezdetben bástya volt, majd többszöri megmagasítás és átalakítás után nyerte el mai alakját és szerepét. Felfele keskenyedő, párkányokkal nem tagolt, lőrésablakokkal ellátott, a templomtól különálló, mai harangtorony 1628-ban épült. Ezt teljes bizonysággal állíthatjuk mivel, a torony második szintjének homlokfalán építési emlékkő látható, amelyet az 1628. G.D. monogram ékesít, amely ma is látható. Ez az évszám azonban csak a két alsó szintre vonatkozik. Később még megmagasították 1806-ban, majd még egyszer 1881-ben, amikor a végleges átalakításokat végezték rajta. Ekkortól változott meg szerepe is, ettől kezdve elveszítette őrtoronyi jellegét és innentől harangszavával invitálja a gyülekezetet Isten házába. A fent említett erődkerítés is nagyjából a harangtorony alsó szintjeivel egyidős.
A szentély falai sokszöget zárnak be, a nyolcszög öt oldalával záródik. Sarkait gótikus támpillérek erősítik. A szentély falain összesen három ablak található: a déli falon két darab kőrácsos, csúcsíves ablak van, álló halhólyag, kör és kettős kör cifrázással.
A szentély mennyezetét ma a hajóéhoz hasonló kazettás mennyezet fedi. Ugyanis 1739 előtt a szentély boltozatát súlyos sérülés érte, ezért az eklézsia költségén, Pécsi Péter papsága és Hegyi János megyebírósága idején kicserélték. A harangok története is részt kapott a jegyzőkönyvben. Ma két harang van, egy kisebb és egy nagyobb. A kisebbik harang nagyon régi, újraöntése előtt feliratát valamint évszámát nem tudták helyesen leolvasni.A nagyobb harangot rövid időn belül többször is átöntötték. Először 1762-ben majd 10 évvel később, 1772-ben is újraöntötték.
Az agyagfalvi templom is, akárcsak a hasonló keletkezésű építmények sokat veszítettek eredeti stílusukból. A későbbi idők renoválásai, megviselték, megkoptatták a gótika stílusjegyeit. A templom belső terében érzékelhetők a leginkább ezek a megtépázott emlékképek.

## Lelkipásztorok
- Az első lelkipásztor, akiről tudomásunk van egy bizonyos Saxopolitanus Tamás, avagy Szászvárosi Tamás. Róla nem sokat tudunk csak a beiktatásának évszáma ismert: 1666.
- 1669-ben Bágyi András Assesor
- Török Ferenc, aki 1669-től 1694-ig
- ifj. Nyujtódi János Assesor 1694-től 1710-ig
- Udvarhelyi Ferenc 1719-től 1729-ig
- 1729-től Pávai Czofa János
- 1737-től Pécsi Péter
- Pálffy János 1751-től 1777-ig
- Nagy Zsigmond 1799-től és 1817-ig
- Beke János 1817-től 1868-ig
- Beke Dénes 1866-tól 1908-ig
- Márk Mihály 1908-tól 1965-ig
- Szőke Károly 1959-től 1991-ig
- Fosztó József 1992-től 2017-ig
- Kászoni Szilárd 2017. december 1-től tölti be